# Caroline Chapman
Caroline Chapman, född 1818, död 1876, var en amerikansk skådespelare.  
Hon var dotter till den brittiske skådespelaren William B. "Uncle Billy" Chapman och Sarah Chapman, och syster till William Jr. Chapman, George, Samuel och Therese Sarah. Hon var genom sin bror Samuels son Harry faster till skådespelaren Julia Drake Chapman (1825–1914). Familjen Chapman kom att bli en känd teaterfamilj i USA. 
Hon emigrerade till USA med sin familj 1827.  Hon gjorde sin debut i New York 1829. Från 1831 var familjen Chapman verksam genom en innovation de lanserade, USA:s första 'Show boat': flytande teater kallad Chapman's Floating Palace. Den var från 1836 verksam på Ohio- och Mississippi-floderna mellan Pittsburgh och New Orleans. Hon beskrivs som teaterns stjärna och var känd som dansare och spelade de ledande kvinnliga rollerna. Familjen sålde båten 1848. 
Mellan 1846 och 1852 hade hon en framgångsrik karriär på scenen i New York. Hon och hennes bror William Jr var från 1852 verksamma som teaterpionjärer i Kalifornien, och hade ledande roller som stjärnor på teatern i San Francisco och Sacramento samt på turnéer kring guldfälten. Hennes karriär började dala kring 1860 och hon avslutade den 1870.